# Selago witbergensis
Selago witbergensis är en flenörtsväxtart som beskrevs av Ernst Meyer. Selago witbergensis ingår i släktet Selago och familjen flenörtsväxter. Inga underarter finns listade i Catalogue of Life.